# Nicolas François Enlart
Nicolas François Marie Enlart, né le 25 mars 1760 à Montreuil-sur-Mer, mort le 25 juillet 1842 dans la même ville, est un homme politique de la Révolution française.

## Biographie
En septembre 1792, Enlart, président du district de Montreuil-sur-Mer, est élu député du département du Pas-de-Calais, le huitième sur onze, à la Convention nationale.
Il siège sur les bancs de la Plaine. Lors du procès de Louis XVI, il rejette l'appel au peuple et vote la déportation du roi, mais est absent au dernier appel nominal sur la question du sursis. Il s'abstient de voter lors de la mise en accusation de Marat et lors du rétablissement de la Commission des Douze.
Il est juge de paix en l'an IV, puis président du tribunal civil de Montreuil-sur-Mer sous le Consulat et le Premier Empire. Il est de nouveau député en 1815, pendant les Cent-Jours. Un temps écarté par la Restauration, il est de nouveau président du tribunal civil de 1818 à 1831. Il est fait chevalier de la Légion d'honneur le 28 novembre 1831.

## Sources
1. ↑  Archives parlementaires de 1787 à 1860, Première série, tome 52, p. 54.
2. ↑  Archives parlementaires de 1787 à 1860, Première série, tome 62, séance du 13 avril 1793, p. 72.
3. ↑  Archives parlementaires de 1787 à 1860, Première série, tome 65, séance du 28 mai 1793, p. 537.

- « Nicolas François Enlart », dans Adolphe Robert et Gaston Cougny, Dictionnaire des parlementaires français, Edgar Bourloton, 1889-1891 [détail de l’édition]
- « Cote LH/898/45 », base Léonore, ministère français de la Culture
- portrait tiré du Journal de la Révolution à Montreuil-sur-Mer. Première partie, Abbeville : Impr. La Fosse, 1905 (lire en texte intégral sur LillOnum)